# Classe Barentshav
La classe Barentshav de navires de patrouille en mer se compose de trois navires alimentés au gaz naturel liquéfié. Commandés pour le compte de la Garde côtière norvégienne, leurs tâches principales sont la patrouille de la ZEE, l'inspection de la pêche, la recherche et le sauvetage, ainsi que le remorquage le long de la côte norvégienne, qui connaît une augmentation du trafic de pétroliers.

## Conception
Les navires sont du type Vik-Sandvik VS 794 CGV et ont été construits par Myklebust Verft, ils sont exploités par Remøy Management pour le compte des garde-côtes norvégiens.
La Garde côtière s'attend à une réduction de 90% des rejets de fumées de NOx et à une réduction de 20% des rejets de CO2 par rapport à un navire de taille similaire à moteur conventionnel.
Les navires devraient remplacer NoCGV Chieftain, Tromsø (en) et Stålbas. Le contrat de location du Chieftain a expiré fin 2007, le contrat du Tromsø a expiré le 20 mars 2007, tandis que celui du Stålbas a expiré fin 2006. Le NoCGV Barentshav a été livré en août 2009 et a été suivi par le Bergen et le Sortland fin 2009/début 2010.
La classe Barentshav est équipée du système de sauvetage sous-marin de l'OTAN.

## Navire
| #    | Nom        | Commandé        | Statut     | Photo |
| ---- | ---------- | --------------- | ---------- | ----- |
| W340 | Barentshav | Août 2009       | En service |       |
| W341 | Bergen     | 10 avril 2010   | En service |       |
| W342 | Kvsortland | 14 juillet 2010 | En service |       |